# Vân sam đỏ
Picea rubens là một loài thực vật hạt trần trong họ Thông. Loài này được Sarg. miêu tả khoa học đầu tiên năm 1898.